# Damallsvenskan 2011
Damallsvenskan 2011 var den 24:e säsongen av allsvenskan som Sveriges högsta division i fotboll för damer, och som spelades mellan den 9 april och 15 oktober 2011. Serien bestod av 12 lag där alla lagen spelade mot varandra en gång på hemmaplan och en gång på bortaplan, vilket gav totalt 22 omgångar. Vinst gav 3 poäng, oavgjort 1 poäng och förlust 0 poäng.
De regerande svenska mästarinnorna Ldb Malmö från Malmö försvarade sitt SM-guld efter att ha besegrat KIF Örebro i sista omgången med 6-0. Silvermedaljerna fick Kopparbergs/Göteborg som kom en poäng efter LdB Malmö. Det var Malmös sjunde SM-guld genom tiderna.
Nykomlingar var Piteå IF (senast i Damallsvenskan 2009) och Dalsjöfors GoIF som aldrig tidigare har spelat i Damallsvenskan. Med två omgångar kvar att spela stod det klart att Dalsjöfors och Hammarby IF skulle åka ur Allsvenskan, och ersättas av AIK som vann norrettan och Vittsjö GIK som vann söderettan inför 2012 års Allsvenska. För första gången i allsvenskans historia så gjorde båda lagen som åkte ur mindre än 10 mål. Tidigare har det bara totalt varit två lag som åkt ur under de 23 första allsvenska säsongerna som inte gjort 10 mål under en säsong, dels Strömsbro IF (som gjorde sju mål 1990) och dels Bälinge IF (som gjorde nio mål 2008).
Segern i skytteligan delades mellan holländskan Manon Melis, Ldb Malmö och isländskan Margrét Lára Viðarsdóttir, Kristianstads DFF som båda gjorde 16 mål var under seriespelet.
Mellan omgångarna 9 och 10 tog Allsvenskan ett drygt sju veckor långt uppehåll för Fotbolls-VM i Tyskland som spelades mellan den 26 juni och 17 juli och där Sveriges damer vann en bronsmedalj.

## Lagen och Fakta
| Lag                     | Arena            | Allsvenska säsonger | Första säsong | Tidigare även som                                                   |
| ----------------------- | ---------------- | ------------------- | ------------- | ------------------------------------------------------------------- |
| Dalsjöfors GoIF         | Borås Arena      | 0                   | 2011          |                                                                     |
| Djurgårdens IF          | Kristinebergs IP | 18                  | 1989          | Djurgården/Älvsjö (2003-2006)                                       |
| Hammarby IF             | Hammarby IP      | 23                  | 1988          |                                                                     |
| Jitex BK                | Åbyvallen        | 12                  | 1988          | Jitex BK/JG93 (1993-1997)                                           |
| KIF Örebro              | Behrn Arena      | 8                   | 2003          | Karlslunds IF (2003-2004)                                           |
| Kopparbergs/Göteborg FC | Valhalla IP      | 15                  | 1996          | Landvetter IF (1996-1999) och Kopparbergs/Landvetter IF (2000-2004) |
| Kristianstads DFF       | Vilans IP        | 12                  | 1990          | Wä IF (1990-1998) och Kristianstad/Wä DFF (1999-2001)               |
| LdB FC Malmö            | Malmö IP         | 23                  | 1988          | Malmö FF (1988-2006)                                                |
| Linköpings FC           | Folkungavallen   | 10                  | 1998          | BK Kenty (1998-2002)                                                |
| Piteå IF                | LF Arena         | 1                   | 2009          |                                                                     |
| Tyresö FF               | Tyresövallen     | 6                   | 1993          |                                                                     |
| Umeå IK                 | T3 Arena         | 14                  | 1996          |                                                                     |

## Tabeller

### Poängtabell
| Nr | Lag                  | S  | V  | O | F  | GM | IM | MS  | P  |
| -- | -------------------- | -- | -- | - | -- | -- | -- | --- | -- |
| 1  | LdB FC Malmö (RM)    | 22 | 15 | 4 | 3  | 52 | 19 | +33 | 49 |
| 2  | Kopparbergs/Göteborg | 22 | 15 | 3 | 4  | 50 | 13 | +37 | 48 |
| 3  | Umeå IK              | 22 | 13 | 5 | 4  | 45 | 21 | +24 | 44 |
| 4  | Tyresö FF            | 22 | 13 | 4 | 5  | 49 | 20 | +29 | 43 |
| 5  | KIF Örebro           | 22 | 11 | 6 | 5  | 39 | 28 | +11 | 39 |
| 6  | Linköpings FC        | 22 | 9  | 8 | 5  | 30 | 22 | +8  | 35 |
| 7  | Kristianstads DFF    | 22 | 10 | 4 | 8  | 37 | 27 | +10 | 34 |
| 8  | Djurgårdens IF       | 22 | 8  | 1 | 13 | 22 | 42 | −20 | 25 |
| 9  | Jitex BK             | 22 | 5  | 4 | 13 | 32 | 43 | −11 | 19 |
| 10 | Piteå IF (U)         | 22 | 4  | 5 | 13 | 22 | 44 | −22 | 17 |
| 11 | Hammarby IF          | 22 | 1  | 5 | 16 | 7  | 52 | −45 | 8  |
| 12 | Dalsjöfors GoIF (U)  | 22 | 1  | 5 | 16 | 9  | 63 | −54 | 8  |

### Resultattabell
| Hemma \ Borta        | DAL | DIF | HIF | JBK | KIF | KG  | KDFF | LDB | LFC | PIF | TFF | UIK |
| Dalsjöfors GoIF      | —   | 0–0 | 0–0 | 0–9 | 1–3 | 0–1 | 0–5  | 0–2 | 0–1 | 2–1 | 0–4 | 1–2 |
| Djurgårdens IF       | 4–1 | —   | 1–0 | 2–1 | 1–3 | 1–0 | 2–0  | 1–2 | 1–2 | 3–2 | 0–3 | 0–5 |
| Hammarby IF          | 0–0 | 1–2 | —   | 1–3 | 0–3 | 0–5 | 1–0  | 0–1 | 0–0 | 0–2 | 0–0 | 0–2 |
| Jitex BK             | 3–2 | 2–0 | 0–0 | —   | 0–4 | 0–1 | 1–2  | 1–3 | 1–2 | 3–0 | 1–2 | 1–3 |
| KIF Örebro           | 1–1 | 4–0 | 2–1 | 2–2 | —   | 3–1 | 1–1  | 1–1 | 2–1 | 0–0 | 1–0 | 1–2 |
| Kopparbergs/Göteborg | 5–0 | 3–0 | 6–0 | 3–1 | 3–1 | —   | 3–2  | 1–0 | 2–0 | 6–0 | 0–0 | 0–1 |
| Kristianstads DFF    | 5–1 | 3–1 | 3–0 | 1–1 | 4–2 | 1–0 | —    | 0–1 | 0–0 | 0–2 | 1–0 | 2–1 |
| LdB FC Malmö         | 5–0 | 4–0 | 3–1 | 5–0 | 6–0 | 1–1 | 2–1  | —   | 3–1 | 2–0 | 3–5 | 1–1 |
| Linköpings FC        | 0–0 | 1–0 | 5–0 | 3–1 | 0–2 | 0–0 | 3–1  | 2–0 | —   | 1–1 | 1–4 | 2–2 |
| Piteå IF             | 5–0 | 0–2 | 2–1 | 1–1 | 1–1 | 0–3 | 1–3  | 1–4 | 0–3 | —   | 0–2 | 1–3 |
| Tyresö FF            | 3–0 | 3–0 | 8–1 | 4–0 | 2–1 | 1–4 | 1–1  | 1–2 | 1–1 | 2–0 | —   | 1–3 |
| Umeå IK              | 4–0 | 2–1 | 4–0 | 2–0 | 0–1 | 1–2 | 3–1  | 1–1 | 1–1 | 2–2 | 0–2 | —   |

## Skytteligan
Endast spelare som gjort minst 10 mål 
| Pos.                     | Namn                      | Klubb        | Mål |
| ------------------------ | ------------------------- | ------------ | --- |
| 1                        | Manon Melis               | LdB FC       | 16  |
| 1                        | Margrét Lára Viðarsdóttir | Kristianstad | 16  |
| 3                        | Madeleine Edlund          | Tyresö FF    | 15  |
| 4                        | Sara Lindén               | Göteborg     | 14  |
| 5                        | Ramona Bachmann           | Umeå         | 13  |
| 6                        |                           |              |     |
| Sara Björk Gunnarsdóttir | LdB FC                    | 12           |     |
| Linnea Liljegärd         | Göteborg                  | 12           |     |
| Annica Sjölund           | Jitex                     | 12           |     |
| 9                        | Sanna Talonen             | Örebro       | 10  |